# 本田技研工業の製品一覧
本田技研工業の製品一覧（ほんだぎけんこうぎょうのせいひんいちらん）では、本田技研工業が自社製品（ブランド）として現在販売中あるいは過去に販売していたことがある製品、発表済みの試作品や未販売製品およびコンセプトモデルの一覧を示す。

## 二輪車種
二輪と四輪で共に使用している商標もある。

### 過去の生産機種
| - イブ/イブPAX - エクスプレス - エイプ/TypeD - カレン - キャビーナ - クレアスクーピー - ゴリラ - ジャイロUP - ジャズ - ジャスト - シャリィ - シャレット - ジュリオ - ジョーカー - ジョイ - ジョルカブ - ジョルノ - ジョルノクレア - ズーク - スカイ - スカッシュ - ストリーム - スペイシー50 - ズーマー - ソロ - タクト - タクティ - ダックス - ディオ/チェスタ - トピック - トゥデイ - ドリーム50 - パル - ビート - ピープル - バイアルス50 - バイト - バリ50 - フラッシュ - プレスカブ - ブロード - ベンリィCD50/S - ボーカル - マグナ50 - モトコンポ - モトラ - モンキー - ラクーン - ランナウェイ - リーダー - リード50 - リトルカブ - ロードフォックス - ロードパル - ワラルー - CB50 - CRM50 - DJ・1 - G'（ジーダッシュ） - MB50 - MB-5 - MBX50 - MCX50 - MT50 - MTX50/50R - NS-1 - NS50F - NSR50 - PA50 - PX50/DE/S - PX-L - PX-R - R&P - RC110 - SFX50 - SH50 - TLM50 - X8R-S/X - XE50 - XR50モタード - Via - シャリィ70 - ダックス70 - XE75 - スペイシー80 - CRM80 - MB80 - NSR80 - XLR80R - CB90 - キャビーナ90 - ジョーカー90 - スーパーカブ70/90 - ブロード90 - XR100モタード - エイプ100/TypeD - カブ100EX/スーパーカブ100 - ウェーブ100/S/Z - CT110 - イーハトーブ - スペイシー100/125 - ドリーム100/110i/125 - GL100/125/X - ノヴァS/R/RS/スーパー - ノヴァテナ/RS/スーパー - セラ/L - ビート/R - スマイル/S - ナイス/S/RS/スーパー - ポップ100 - ブラボー - バリ100/EX - XRM110 - CG110 - CZ-i - JX110/125 - ムーブ - アビエイター - フューチャー110 - ウェーブ110i/RSX Fi AT - ベンリィ110/プロ - ズーマーX - バイアルス125 - ベンリィCD65/70/90/90S/125T - リード80/90/100/110/110EX/125 - ビズ100/110i - CB125JX - CB125T - C92 - CB92 - CBX125F/カスタム - MBX80インテグラ/125 - エルシノアMT125 - MTX80R/125R - NS125R - NSR125 - NX125 - TL125 - LS125R - ノヴァダッシュR/RS - ノヴァソニックRS/スーパー - SS-Iスーパースポーツ - Sウイング - CS-1 - PCX ハイブリッド/e:HEV - PS125 - Sh125 - CBR125R - グラジア - ウェーブ125/S/R - @125（アットマーク125） - ディラン - パンテオン - ファイター/II/SS（スーパースプリント） - ADV150 - NSR150R/RR/SP - NX150 - CBX150エアロ - FSX150 - PCX150 - PS150 - Sh150/i - Sウイング150 - ソニック150R - ウィナー - @150（アットマーク150） - ディラン150 - パンテオン150 - ファントム（Phantom） - ジュノオ - MTX200R - TLR200 - XL200R - XR200R - CB223S - SL230 - XL230 - XR230/モタード - FTR - ジェイド（JADE） - シルクロード - ゼルビス（XELVIS） - ドリームC70/71/72 - ナイトホーク250 - バイアルス250 - ブイツインマグナ（V-TWIN MAGNA） - フォーサイト（FORESIGHT） - フュージョン（Fusion) - フリーウェイ - ホーネット（Hornet） - レブル - 250T LAカスタム/マスター/SD - AX-1 - CB250R - CB250RS/RS-Z - ドリームCB250T - ドリームCB72スーパースポーツ - CBR250RR - CBR250R - CBX250RS・S - CD250U - ドリームCJ250T - CL250S - CRF250M - CRM250R/AR - FTR250 - GB250クラブマン - MVX250F - NS250R - NSR250R - PS250 - TLM220 - VT250F - VT250Z/VTZ250 - VT250スパーダ（SPADA） - VTR/-F - エルシノアMT250 - XL250S - XLR250R - XLX250R - XR250/モタード - XR250トルネード - フェイズ | - XRE300 - XLX350R - NX350サハラ - ドリームCJ360T - シルバーウイング400 - シルバーウイングGT400 - スティード400 - スティードVLX - スティードVLS - スティードVSE - トランザルプ400 - ブロス（Product2） - ドリームCB77スーパースポーツ - ドリームCB350FOUR - ドリームCB400FOUR - CB400FOUR（NC36） - CB-1 - CB400F - CB400LC - CB400SS - CB400T HAWK2 - CBX400F - CBR400F - CB400SF/SB - CBR400R - CBR400RR - CX-EURO/カスタム - FT400 - GB400TT - GL400/カスタム - NV400SP - NV400カスタム - NS400R - RVF400 - VF400F - VFR400R - VFR400Z - VRXロードスター - VT400S - シャドウ クラシック - XR400モタード - 400X - ドリームCB450 - CBR450SR - ドリームCB500T - ドリームCB500FOUR - ドリームCB550FOUR/II/K - FT500 - VF500F/F2/C - WING GL500/カスタム - CB500F - CBX550F/インテグラ - シルバーウイング600 - トランザルプ600 - CBR600F4i - ブロス（Product1） - CBR650F - CB650F - CBX650custom - CX500 E/カスタム/ターボ・CX650 Eカスタム/ターボ - GL500/650 SILVER WING・WING INTERSTATE（GL700インターステーツ） - DN-01 - CTX700/N - トランザルプ - エアラ - ナイトホーク750 - マグナ750 - CB750（RC42） - ドリームCB750FOUR/II/K - CB750K（RC01）/CB750カスタム（RC04） - CB750F - CBR750 スーパーエアロ - CBX750F - CBX750ホライゾン - CBX750Fボルドール - NC750S - NR - NV750カスタム - VF750F/S/C - VFR750R(RC30) - VFR750F - VT750S - シャドウ750ファントム - アフリカツイン（XRV650/750） - NM4-01/02 - インテグラ - NT700V ドゥービル - パシフィックコースト（PC800） - VFR（800） - VFR800F - VFR800X - CB900F - CBR900RR - CBR954RR - CB1000 SUPER FOUR - CBX(CBX1000) - CBR1000F - CBR1000RR - CTX700/N - CTX1300 - GL1000 - VF1000R - VF1000F - VTR1000Fファイアーストーム - VTR1000 SP1/2 - XL1000V バラデロ - アフリカツイン（CRF1000L） - CB1000R - CB1100/EX/RS - CB1100R - CB1100ボルドール - CBR1100XX SUPER BLACKBIRD - VF1100S/C - X4 - X11 - パンヨーロピアン ST1100 - パンヨーロピアン ST1300 - HAWK11 - VFR1200F/DCT - VFR1200X - CTX1300 - VT1300CX / CS /CR - VTX - ワルキューレ/ルーン - ゴールドウイング F6C - EV-neo - PCX エレクトリック - Dream50R - RS125/R - NSR250 - RS250RW - NR500 - NS500 - NSR500 - NSR500V - RC211V - QA50 - QR50 - EZ-9 - CUV ES - モトスレッド - ATC70/110/185/200/250R - TRX70/90/200/250/350/420/450/500/700 - パイオニア |

### 過去に発表したコンセプトバイク
- エリシオン
- ザクシス
- フュージョン50
- e-DAX
- モビモバ
- カイシャ
- ライディングカート
- e-NSR
- NC-I
- NC-II
- ネオウィング
- ライトウェイトスーパースポーツコンセプト
- ライディング・アシスト

## 過去の販売車種
|  |  |

- シビックフェリオ（1991年 - 2005年）
- FCX（2002年 - 2007年）
- FCXクラリティ（2008年 - 2011年）
- シビックセダン（10代目・FC1型日本仕様車）（2017年 - 2020年）
- シビックハッチバック（10代目・FK1型日本仕様車）（2017年 - 2021年）
- シビックタイプR（5代目・FK8型日本仕様車）（2017年 - 2021年）
- シビックGX/シビックナチュラルガス (1998年-2011年)
- NSX（2代目）（2016年-2022年）

### 過去に発表したコンセプトカー
- X170（1960年）
- S360（1962年）
- N360（1966年）
- 1300（1968年）
- 145（1972年）
- XXX（1983年）
- HP-X（1984年）
- NS-X（1989年）
- EP-X（1991年）
- FS-X（1991年）
- EVX（1993年）
- FSR（1993年）
- EVX（1993年）
- F-MX（1995年）
- S-MX（1995年）
- SSM（1995年）
- アルジェント ヴィーヴォ（英語版）（1995年）
- J-MJ（1997年）
- J-MW（1997年）
- J-VX（1997年）
- J-WJ（1997年）
- J-WJ（1997年）
- J-MV（1997年）
- ICVS（1998年）
- MV-99（1998年）
- FCX（1999年）
- VVインサイト（1999年）
- ノイコム（1999年）
- 不夜城（1999年）
- スポケット（2000年）
- FCX（2000年）
- デュアルノート（2001年）
- モデル X（2001年）
- S･U･U（2001年）
- w・i・c（2001年）
- ブルドッグ（2001年）
- ユニボックス（2001年）
- アコード コンセプト クーペ（2002年）
- スタジオE（2003年）
- ASM（2003年）
- HSC（2003年）
- IMAS（2003年）
- キワミ（2003年）
- SUTコンセプト（2004年）
- フィットスポーツ with Power Techmatic（2004年）
- アルマス（2004年）
- ホビック（2004年）
- P.V（2004年）
- WOW（2005年）
- シビック（2005年）
- スポーツ4（2005年）
- FCX コンセプト（2005年）
- シビックSi セダン（2006年）
- GRX（2006年）
- REMIX Concept（2006年）
- ステップバス（2006年）
- シビック タイプR（2006年）
- Small Hybrid Sports Concept（2007年）
- CR-Z（2007年）
- PUYO（2007年）
- ストリーム エクスクルーシブ（2007年）
- ストリーム ハイパースポーツ（2007年）
- フィット デイリーアクティブ（2007年）
- アコード クーペ/アコード ツアラー（2007年）
- OSM（2008年）
- 理念（2008年）
- インサイト コンセプト（2008年）
- FC Sport（2008年）
- EV-N（2009年）
- P-NUT（2009年）
- CR-Z（2009年）
- SR-9（2009年）
- パイロット（2009年）
- スカイデッキ（2009年）
- 3R-C（2010年）
- New Small（2010年）
- AC-X（2011年）
- フィットEV（2011年）
- EV-STER（2011年）
- シビック（2011年）
- シビック Si（2011年）
- N CONCEPT 1（2011年）
- N CONCEPT 2（2011年）
- N CONCEPT 3（2011年）
- N CONCEPT 4（2011年）
- マイクロコミューター（2011年）
- Concept S（2012年）
- Concept C（2013年）
- Concept M（2013年）
- MC-β（2013年）
- S660 CONCEPT（2013年）
- URBAN SUV CONCEPT（2013年）
- ギア（2013年）
- FCEV（2013年）
- NSX Concept-GT（2013年）
- N-BOX+ エレメント（2014年）
- コンセプトB（2014年）
- FCV（2014年）
- ワンダーウォーカーコンセプト（2015年）
- ワンダースタンドコンセプト（2015年）
- Concept D（2015年）
- プロジェクト2&4 powered by RC213V（2015年）
- シビック（2016年）
- シビック タイプR（2016年）
- シビックハッチバック プロトタイプ（2016年）
- NeuV（2017年）
- T880（2017年）
- デザイン C001（2017年）
- スポーツEV（2017年）
- アーバンEV（2017年）
- オデッセイ クロスクルーザー（2018年）
- モバイルパワーパック 4wビークル（2018年）
- 理念EV（2018年）
- RE:Z（2018年）
- WELL（2019年）
- X-NV（2019年）
- オーグメンテッド・ドライビング（2020年）
- SUV e:concept（2020年）
- K-CLIMB（2021年）
- e-DRAG（2021年）
- SUV e:prototype（2021年）
- e:N Coupe（2022年）
- e:N GT（2022年）
- e:N SUV（2022年）
- e:N2（2022年）
- シビック タイプR-GT（2023年）
- e:NP2（2023年）
- e:NS2（2023年）
- e:N suv 序（2023年）
- CI-MEV（2023年）
- サステナ-C（2023年）
- プレリュード（2023年）
- 0 サルーン/0 スペースハブ（英語版）（2024年）
- Ye GT（英語版）（2024年）

### 競技用専用車両
- HSV-010

## 今後の車種展開
「今後発売が予想される車種」および「今後販売終了が予想される車種」、また同様の意味を持つ節の設置についてはプロジェクトとして禁止されています。以下の節の追加には、ソースの明記を義務化する（極力一次ソースを優先する。一般紙・テレビの情報もメーカーに取材したもので、サイトに明記した情報があれば可とする）。

### メーカーより今後発売が公表されている車種
- 新型乗用軽EV【N-ONEベース】（2025年）[9]
- 新型乗用EV【SUVタイプ】（2026年）[9]
- 新型乗用EV【SUVタイプとは別】（2026年）[9]

## 汎用製品

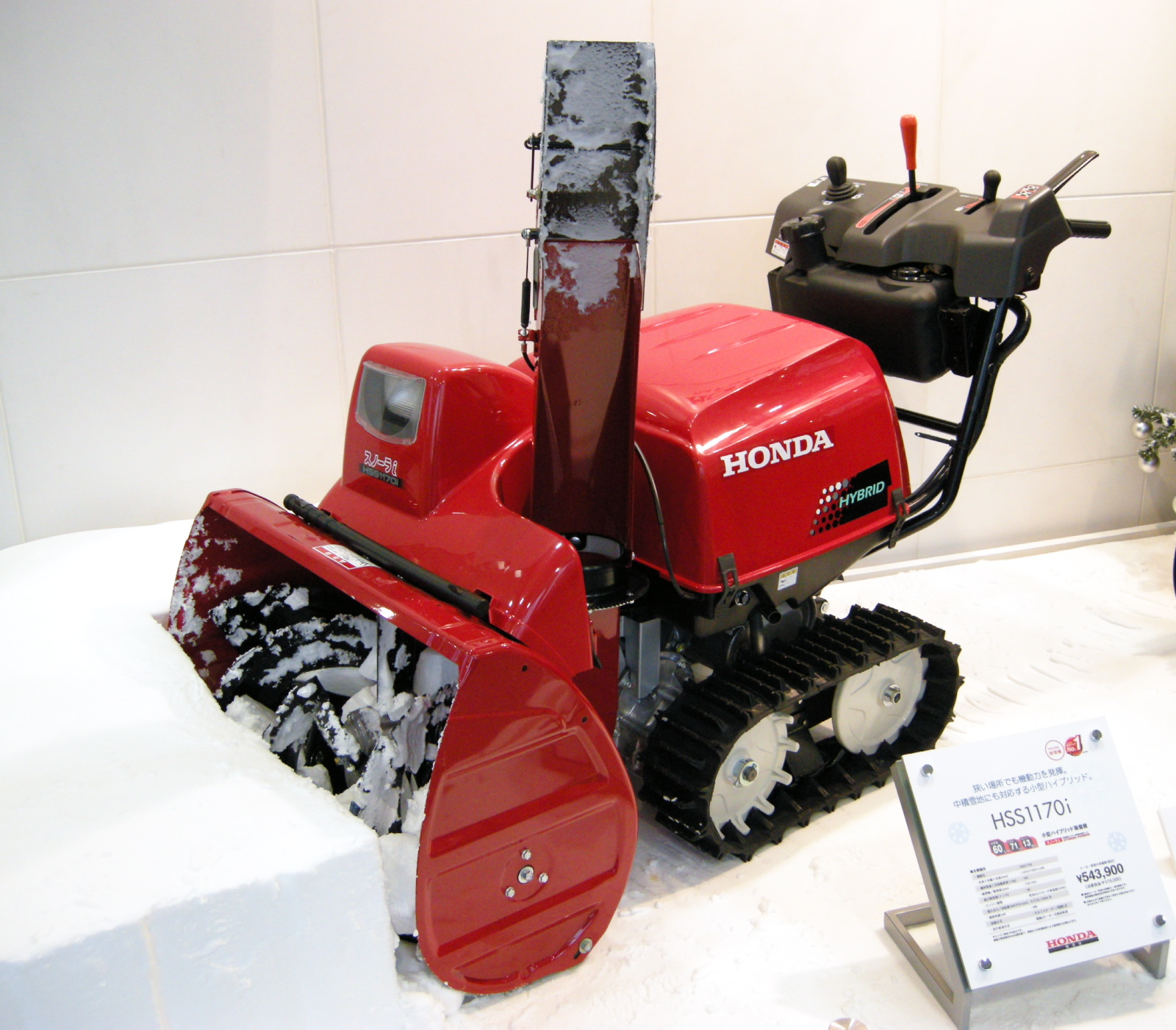
除雪機

- 発電機 - EU9i、EU16i、EU28is、他
- 耕耘機・管理機 - プチな（FG201）、パンチ（F503）、こまめ（F220）、ピアンタ(FV200）、サ・ラ・ダ（FF300、FF500）、サ・ラ・ダCG（FFV300）、ラッキーボーイ（FU400）、ラッキー（FU655、FU755）他
- 除雪機 - HSS1170i、HSM1590i、他
- 船外機
- 芝刈り機 - HRC536、HRX537、他
- シニアカー（呼称：モンパル）
- 家庭用ガスコージェネユニット
- 汎用エンジン - GX25、GX120、GX160、他
- トラクター - TX115、TX155、他（販売終了）
- 乗用玩具 - ローラースルーGOGO（販売終了）
- 全地形対応車 - ATC（製造販売終了）、TRX、オデッセイ、パイロット（製造販売終了）
- スノーモービル - ホワイトフォックス（製造販売終了）、イージースノー（製造販売終了）、モトスレッド（製造販売終了）

### 原動機
- Honda・GX35
- Honda・GX50
- Honda・GX270
- Honda・GX390
- Honda・GX670
- Honda・iGX440

他多数

## 電動アシスト自転車
- ラクーン（製造販売終了）

## ロボット・歩行アシスト・パーソナルモビリティ

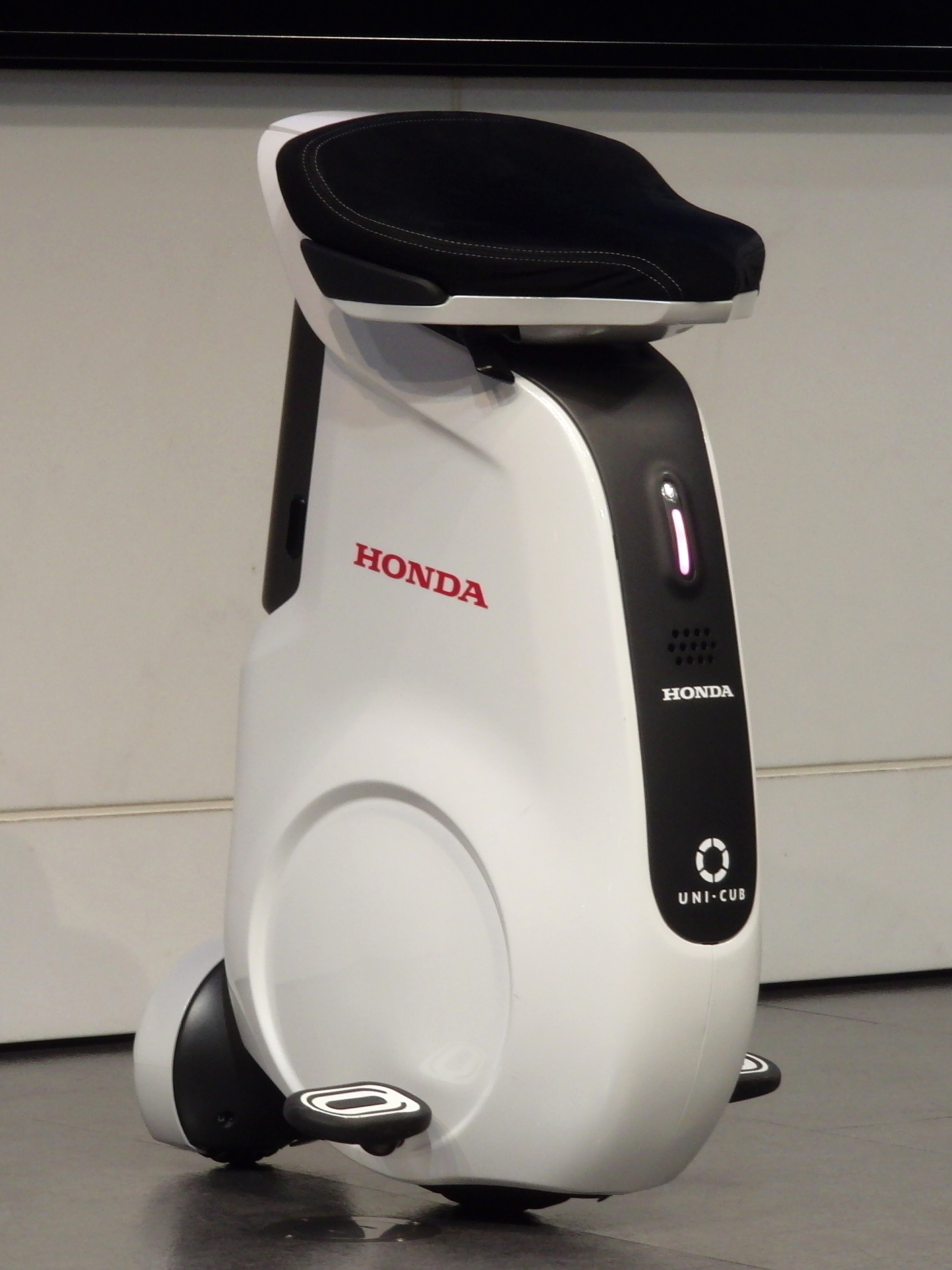
UNI-CUB

- ASIMO
- U3-X
- UNI-CUB
- リズム歩行アシスト
- 体重支持型歩行アシスト

## 航空機
- HondaJet（ホンダジェット）
  - HF118（ターボファンエンジン）